# Ropicomimus vitticollis
Ropicomimus vitticollis är en skalbaggsart som beskrevs av Stefan von Breuning 1953. Ropicomimus vitticollis ingår i släktet Ropicomimus och familjen långhorningar. Inga underarter finns listade i Catalogue of Life.